# Liste der Monuments historiques in Charrey-sur-Seine
Die Liste der Monuments historiques in Charrey-sur-Seine führt die Monuments historiques in der französischen Gemeinde Charrey-sur-Seine auf.

## Liste der Immobilien
| Bezeichnung | Beschreibung                                      | Standort                      | Kennzeichnung | Schutzstatus | Datum | Bild           |
| ----------- | ------------------------------------------------- | ----------------------------- | ------------- | ------------ | ----- | -------------- |
| Wegekreuz   | ehemaliges Friedhofskreuz; Stein, 14. Jahrhundert | Rue de la Croix Percée (Lage) | PA00112182    | Inscrit      | 1925  | weitere Bilder |

## Liste der Objekte
| Bezeichnung               | Beschreibung                   | Standort                        | Kennzeichnung | Schutzstatus | Datum | Bild |
| ------------------------- | ------------------------------ | ------------------------------- | ------------- | ------------ | ----- | ---- |
| Skulptur Madonna mit Kind | Stein, farbig gefasst, um 1500 | in der Kirche St-Hilaire (Lage) | PM21000532    | Classé       | 1964  |      |